# Nordi Mukiele
Nordi Mukiele Mulere (* 1. November 1997 in Montreuil) ist ein französischer Fußballspieler mit kongolesischen Wurzeln. Er steht seit 2025 beim AFC Sunderland unter Vertrag. Zuvor spielte Mukiele bei Stade Laval, zu dem er bereits in seiner Jugend gewechselt war, und debütierte dort im Jahr 2014 in der Ligue 2, der zweithöchsten französischen Spielklasse. Ab Januar 2018 lief er für den Erstligisten HSC Montpellier auf, bevor zur Saison 2018/19 der Wechsel in die Bundesliga zu RB Leipzig stattfand; dort spielte er vier Jahre und kehrte dann nach Frankreich zu Paris Saint-Germain zurück. Mukiele war französischer Nachwuchsnationalspieler und gab im November 2021 sein Debüt für die A-Nationalmannschaft.

## Karriere

### Vereine

#### Anfänge in Frankreich
Mukiele wuchs als Sohn kongolesischer Eltern im Pariser Vorort Montreuil auf, wo er vom Paris FC entdeckt wurde. Von 2003 bis 2014 spielte er in der Jugendabteilung des PFC, ehe er sich Stade Laval anschloss. Am 28. November 2014 gab Mukiele im Alter von 17 Jahren sein Profidebüt in der Ligue 2, als er beim 1:1-Unentschieden im Heimspiel gegen AJ Auxerre zum Einsatz kam. In der Saison 2014/15 absolvierte er lediglich zwei Spiele, in der Saison 2015/16 spielte er regelmäßiger und kam auch oft über die komplette Spielzeit zum Einsatz. In der Hinrunde der Saison 2016/17 gelang Mukiele schließlich der Durchbruch, als er als Innenverteidiger oder rechter Außenverteidiger eine feste Größe in der Abwehr des Vereins aus dem Mayenne-Tal war. Im Januar 2017 wechselte er zum Erstligisten HSC Montpellier. Auch in Südfrankreich war Mukiele Stammspieler und kam in seinem ersten halben Jahr beim HSC Montpellier überwiegend als rechter Außenverteidiger zum Einsatz. In der Saison 2017/18 behielt er seinen Stammplatz und war über weite Strecken der Saison eine feste Größe in der Defensive, wobei er abwechselnd als rechter Außenverteidiger oder als Innenverteidiger eingesetzt wurde; gegen Saisonende stand er nicht mehr im Kader.

#### RB Leipzig

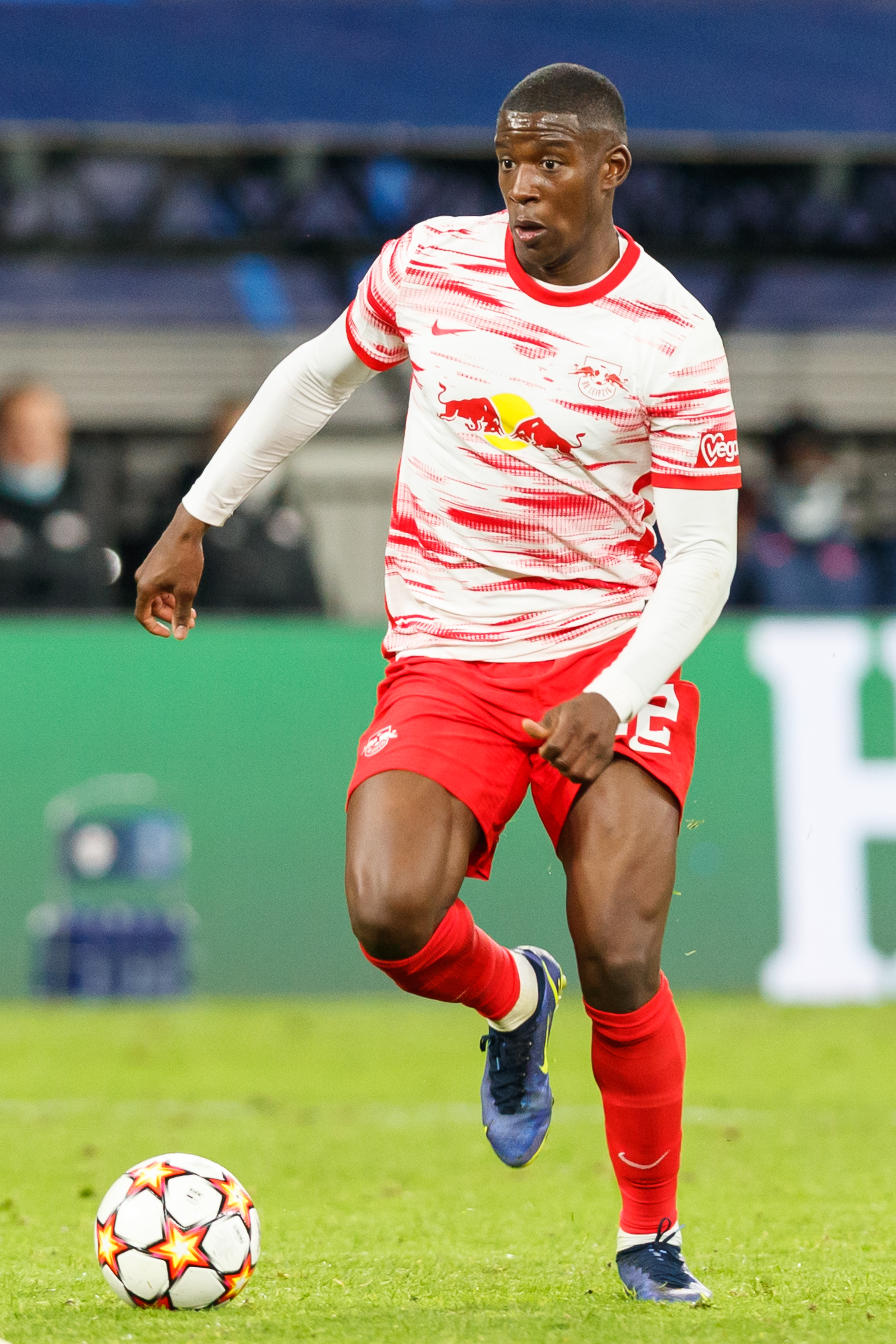
Mukiele im Trikot von RB Leipzig (2021)

Zur Saison 2018/19 wechselte Mukiele nach Deutschland zu RB Leipzig, wo er einen Vertrag bis 2023 erhielt. Sein Bundesligadebüt gab er am 2. Spieltag der Saison im Heimspiel gegen Fortuna Düsseldorf, welches in einem 1:1-Unentschieden endete.
Während der Saison 2018/19 wurde Mukiele nach einer Disziplinlosigkeit vor dem Europa-League-Heimspiel am 20. September 2018 gegen RB Salzburg (2:3) für das darauf folgende Bundesliga-Spiel gegen Eintracht Frankfurt gemeinsam mit seinem Mitspieler Jean-Kévin Augustin von Trainer und Sportdirektor Ralf Rangnick aus dem Kader gestrichen. Statt beim Spiel mitwirken zu dürfen, wurden sie mit einem Straftraining sanktioniert. Mukiele und Augustin hatten vor der Niederlage in Leipzig auf der Trainerbank gesessen und mit ihren Smartphones gespielt, während ihre Mitspieler schon vom Aufwärmen in die Kabine zurückkehrten. In seiner ersten Saison im Trikot des zum Red-Bull-Konzern gehörenden Vereins hatte er lediglich 19 Bundesligaeinsätze absolviert, dabei gelang ihm am 18. Mai 2019 bei der 1:2-Niederlage im Auswärtsspiel gegen den SV Werder Bremen mit dem Treffer zum zwischenzeitlichen 1:1-Ausgleich sein erster Bundesligatreffer. RB Leipzig wurde zum Saisonende Dritter und qualifizierte sich für die UEFA Champions League. In der UEFA Europa League schied RB Leipzig nach der Gruppenphase aus, zudem erreichten die Leipziger das DFB-Pokalfinale, wo die Roten Bullen gegen den FC Bayern München mit 0:3 verloren.
In der Saison 2019/20 kam Mukiele regelmäßiger zum Einsatz und wurde dabei abwechselnd als rechter Außenverteidiger, als Innenverteidiger oder als rechter Mittelfeldspieler eingesetzt. In dieser Saison erreichte er mit dem Verein, der mit vollem Namen RasenBallsport Leipzig heißt, in der UEFA Champions League – wegen der COVID-19-Pandemie wurde das Turnier ab dem Viertelfinale ohne Rückspiele ausgetragen – das Halbfinale, wo die Sachsen gegen Paris St. Germain ausschieden. Im DFB-Pokal konnte eine erneute Finalteilnahme nicht realisiert werden, denn im Achtelfinale schied RB Leipzig gegen Eintracht Frankfurt aus. In der Bundesliga wurde RB Leipzig erneut Dritter und traf in der Gruppenphase der UEFA Champions League auf den türkischen Meister Istanbul Başakşehir FK sowie auf Manchester United und auf Paris St. Germain, dem Halbfinalgegner der Vorsaison. Mukiele und RB Leipzig erreichten das Achtelfinale und schieden dort gegen den FC Liverpool aus. Mit 21 Startelfeinsätzen in 28 Saisonspielen in der Bundesliga gehörte Mukiele zu den Stammspielern und erreichte mit RB Leipzig im Jahr 2021 zum zweiten Mal nach 2019 das Endspiel im DFB-Pokal, wobei es genau wie 2019 eine Finalniederlage gab, damals gegen den FC Bayern, jetzt gegen Borussia Dortmund (1:4). Er blieb noch ein Jahr in Sachsen und kam genau wie in der vorangegangenen Saison in der Bundesliga zu 28 Spielen; ebenfalls wie in der vorangegangenen Spielzeit stand er in der Anfangself und mit RB Leipzig nach dem 14. Spieltag auf Platz 11, ehe zum Saisonende mit Platz 4 die erneute Teilnahme an der UEFA Champions League stand. In der „Königsklasse“ kam es für Mukiele und RB Leipzig in der Gruppenphase zu Aufeinandertreffen mit Manchester City, dem FC Brügge und erneut Paris St. Germain und das Fußballunternehmen schied als Gruppendritter aus dem Wettbewerb aus. Der dritte Platz berechtigte allerdings zur weiteren Teilnahme an der UEFA Europa League, wo die Sachsen das Halbfinale erreichten und dort gegen die Glasgow Rangers ausschieden. Im DFB-Pokal erreichten Mukiele und RB Leipzig zum dritten Mal innerhalb von vier Jahren das Finale und anders als 2019 und 2021 stand am Ende des Endspiels der Titelgewinn, nachdem man sich im Elfmeterschießen gegen den SC Freiburg durchsetzen konnte.

#### Paris Saint-Germain
Zur Saison 2022/23 kehrte Mukiele nach vier Jahren bei RB Leipzig nach Frankreich zurück und schloss sich Paris Saint-Germain an. Dort unterschrieb er einen Vertrag bis zum 30. Juni 2027. Wenige Tage nach seiner Verpflichtung gewann PSG den französischen Supercup; er kam beim 4:0-Sieg gegen den FC Nantes in der Schlussphase als Einwechselspieler zum Einsatz.

#### Bayer 04 Leverkusen
Im August 2024 wechselte Mukiele auf Basis einer einjährigen Leihe zurück nach Deutschland und schloss sich dem amtierenden Deutschen Meister Bayer 04 Leverkusen an.

#### AFC Sunderland
Im August 2025 wechselte er zum AFC Sunderland und unterschrieb dort einen Vertrag bis 2029.

### Nationalmannschaft
Im Mai 2015 debütierte Mukiele unter Trainer Ludovic Batelli für das französische U-18-Nationalteam. Er durchlief die Nachwuchsmannschaften Frankreichs von der U-18 bis zur U-21. Im September 2021 wurde Mukiele von Didier Deschamps für die A-Nationalmannschaft nachnominiert, als er für die WM-Qualifikationsspiele gegen die Ukraine und gegen Finnland nachnominiert wurde. Das Spiel am 7. September 2021 in Décines-Charpieu, einem Vorort von Lyon, gegen Finnland war der erste Auftritt im Nationaltrikot.

## Titel
Deutschland
- Pokalsieger: 2022

Frankreich
- Meister (2): 2023, 2024
- Pokalsieger: 2024
- Supercupsieger (2): 2022, 2023